# 馬場皐輔
馬場 皐輔（ばば こうすけ、1995年5月18日 - ）は、宮城県塩竈市出身のプロ野球選手（投手）。右投右打。読売ジャイアンツ所属。

## 経歴

### プロ入り前
塩竈市立第三小学校で3年生のときに塩竈ドラゴンズで野球を始める。塩竈市立第三中学校では七ヶ浜シニアに所属した。
仙台育英高校への進学後には、2年秋からベンチ入り。鈴木天斗との2枚看板で秋季東北大会、第43回明治神宮野球大会を制した。3年春の第85回記念選抜高等学校野球大会では、3回戦の早稲田実業高校戦に先発。7回1失点の好投でチームを勝利に導いた。和田恋を擁する高知高校との準々決勝では、6回からリリーフでマウンドに上がり、4回1安打無失点に抑えたが、0-2で敗れた。3年夏に出場した第95回全国高等学校野球選手権全国大会では、浦和学院高校との初戦に3回途中から救援で登板。小島和哉との投げ合いになり、5回1/3を2失点に抑えると、チームは熊谷敬宥の安打でサヨナラ勝ちを収めた。しかし、2回戦では、内田靖人擁する常総学院高校に1-4のスコアで敗れた。阪神甲子園球場での全国大会では、春夏を通じて4試合の登板で、通算投球回数21イニング、21奪三振、防御率2.14を記録。同校には、1学年上に松原聖弥、同学年に熊谷、上林誠知、1学年下に梅津晃大、2学年下に平沢大河、佐藤世那、郡司裕也がいた。
仙台大学へ進学。1年時から仙台六大学野球の春季リーグ戦に登板。救援投手として防御率0.93を記録する一方で、2学年先輩でエースの熊原健人とともに、チームの67季振りリーグ優勝に貢献した。2年時からは先発投手として活躍。エースとして臨んだ4年時の秋季リーグ戦では、通算投球イニング37回で、5勝0敗、60奪三振、防御率0.49、奪三振率14.59という好成績を残し、チームをリーグ優勝へ導いた。リーグ戦通算で32試合167回2/3に登板、15勝6敗、206奪三振、防御率1.34を記録した。
2017年のNPBドラフト会議では、阪神タイガースと福岡ソフトバンクホークスから1巡目で指名。両球団とも清宮幸太郎と安田尚憲を1巡目で指名しながら他球団との指名重複による抽選を外し、3回目の抽選で阪神が馬場との交渉権を獲得した。後に契約金1億円、年俸1500万円（金額は推定）という条件で契約した。背番号は18。なお、高校時代のチームメイトである立教大学の熊谷も阪神からの3巡目指名を経て入団している。担当スカウト葛西稔。

### 阪神時代

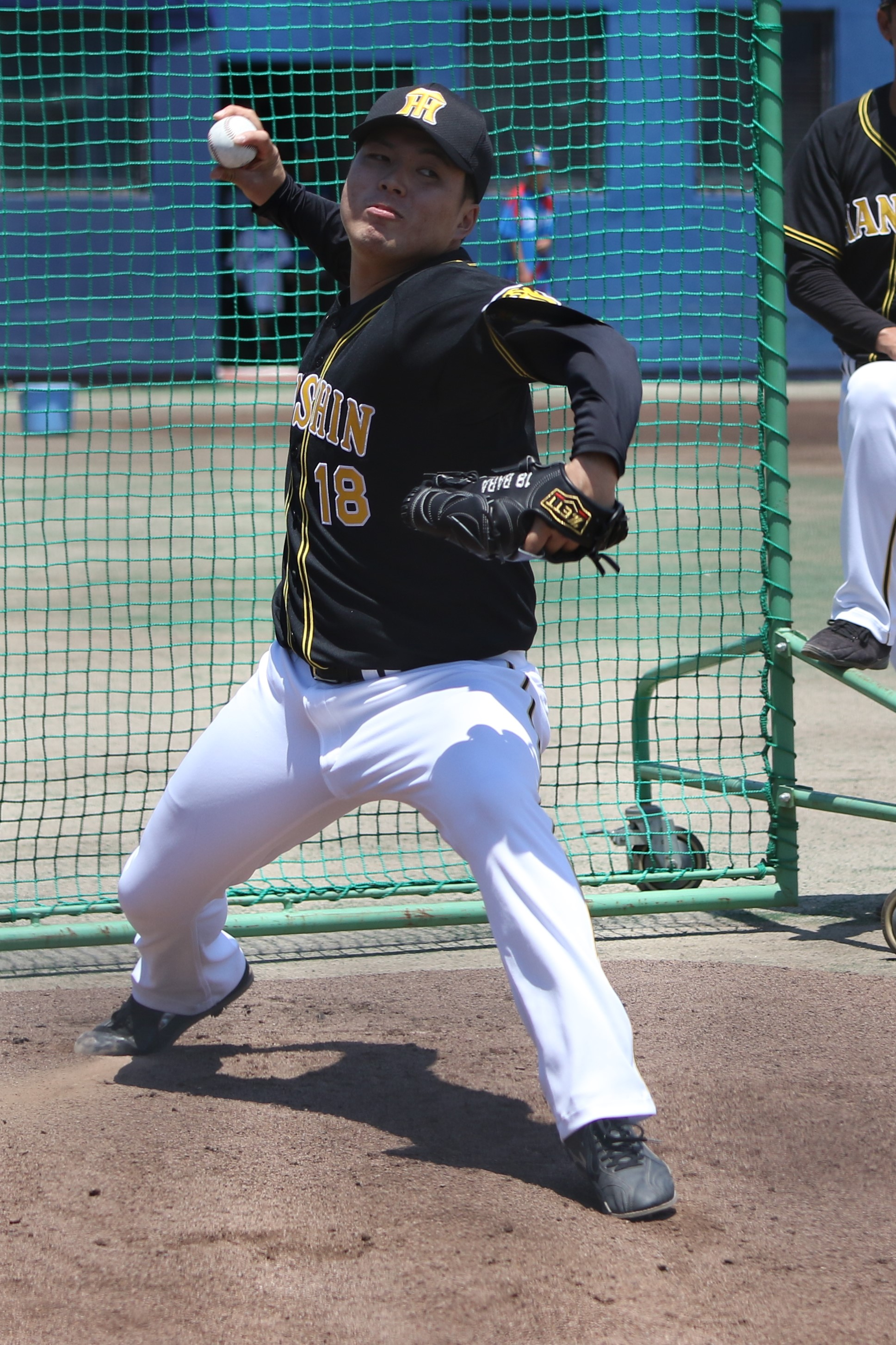
阪神時代
（2019年5月25日 ナゴヤ球場）

2018年には、同期入団の熊谷敬宥、島田海吏と共に、沖縄県宜野座村で行われる一軍春季キャンプに参加。投手では新人唯一の抜擢であったが、キャンプ中の実戦登板での結果が芳しくなかったため、キャンプの終了後から二軍へ合流。また、シーズン開幕前の3月中旬には練習中に右足を負傷し、別メニューでの調整となった。4月29日のウエスタン・リーグ公式戦対広島東洋カープ戦（甲子園）でプロ入り後初めて公式戦に登板し、二軍で5試合に登板し3勝1敗、防御率1.89。春季キャンプ中に一軍監督・金本知憲から課題と指摘されていたストレートは最速152km/hを記録した。6月21日に初めて出場選手登録され、同日の対オリックス・バファローズ戦で一軍公式戦にプロ入り後初登板。6回を5安打1失点に抑えるが、勝ち投手とはならなかった。プロ2戦目となった8月12日の横浜DeNAベイスターズ戦では、2回2/3を7安打3四死球4失点で、負け投手となった。また、同年7月1日に甲子園で開催されたウエスタン・リーグ公式戦（対オリックス）において、K-鈴木から2点本塁打を打った。11月14日、50万円減となる推定年俸1450万円で契約を更改した。
2019年は主に二軍で先発投手として起用され、中田賢一に次ぐウエスタン・リーグ防御率2位の結果を残す。一方で一軍ではいずれもリリーフで2試合の登板にとどまった。11月13日、50万円減となる推定年俸1400万円で契約を更改した。
2020年は開幕一軍こそ逃したものの6月30日に中継ぎ投手として一軍登録。プロ入り後初めて年間を通じて一軍に定着し、32試合の登板で2勝1敗9ホールド、防御率2.08を記録。先発が早期に降板した場合や接戦のビハインドでの登板を中心としながら、藤川球児の不調や岩崎優の故障離脱などを背景に7月半ばには一時的に勝ちパターンの一角としても起用された。8月2日のDeNA戦では1点ビハインドの6回から登板し1イニングを無失点に抑え、その裏の攻撃でチームが逆転したことにより自身プロ初勝利を記録した。12月8日、700万円増となる推定年俸2100万円で契約を更改した。
2021年も年間を通じて一軍の中継ぎとして自己最多となる44試合に登板し、3勝0敗10ホールド、防御率3.80を記録。オフには1300万円増の推定年俸3400万円で契約を更改した。
2022年の一軍試合登板は7試合にとどまり、0勝1敗、防御率5.14を記録。11月18日、450万円減となる推定年俸2950万円で契約を更改した。
2023年は夏以降に19試合に登板し、2勝1敗、防御率2.45を記録。10月1日の広島東洋カープ戦（マツダスタジアム）では5年ぶりに先発登板した。日本シリーズの登録メンバーに入ったものの登板機会は無かった。11月24日、550万円増となる推定年俸3500万円で契約を更改した。

### 巨人時代
2023年12月8日、現役ドラフトで読売ジャイアンツへの移籍が決まった。阪神から巨人への移籍は2004年の野村克則以来であり、巨人の投手として活躍したことがある馬場正平（ジャイアント馬場）と同じ名字であることから「巨人では二人目の馬場」と比喩されることもあった。12月12日、入団会見に臨み、背番号は36に決定した。
2024年はオープン戦で結果を残せず、開幕直前に二軍に合流した。二軍では4月中旬から下旬にかけて4戦連続失点と精彩を欠いたものの、高い奪三振率を誇り、5月21日に移籍後初めて出場選手登録された。翌22日の対中日戦、1点ビハインドの7回一死三塁の場面で4番手として移籍後初登板を果たす。適時打を許すも、2/3回を無失点に抑えたが、この1試合の登板のみで27日に登録抹消となった。同年は前述の1試合のみの登板に終わり、12月4日に600万円減となる推定年俸2900万円で契約を更改した。

## 選手としての特徴
コンパクトなテイクバックによって球の出どころを見えにくくするオーバースローの投球フォームが特徴で、制球力への評価が高い。
最速155km/hのストレートに加え、カットボール、スライダー、縦スライダー、カーブ、チェンジアップ、フォークボールを投げ、仙台大学で馬場を指導した森本吉謙監督は「（1つの球種をそれぞれ2通りに使い分けられる）『×2』で事実上14種の球種を持っている」と評している。
身長180cm・体重90kgという体格から、メディア上では「豪腕（剛腕）投手」と表現されることもあるが、実戦では変化球が全体のおよそ7割を占め、馬場本人も「自分は変化球投手」と語る。

## 人物
プロ野球選手としての目標に田中将大を挙げている。阪神への入団発表会見では、楽天時代の2013年レギュラーシーズンで田中が残した「一軍公式戦24勝無敗」というNPB記録を引き合いに出しながら、「勝てる投手という意味で尊敬している」と語った。
お笑い好きで、「トークが面白い」という理由から、好きな芸人に小籔千豊を挙げている。これに対して、小籔は「光栄です。『コヤぶるッ!SPORTS』（自身がMCを務めるカンテレ制作のスポーツ情報番組）なら、すぐ来て下さい。いっそう応援させていただきます」とエールを送った。
2020年1月10日、一般女性との結婚を発表した。

## 詳細情報

### 年度別投手成績
| 年 度     | 球 団     | 登 板 | 先 発 | 完 投 | 完 封 | 無 四 球 | 勝 利 | 敗 戦 | セ 丨 ブ | ホ 丨 ル ド | 勝 率 | 打 者 | 投 球 回 | 被 安 打 | 被 本 塁 打 | 与 四 球 | 敬 遠 | 与 死 球 | 奪 三 振 | 暴 投 | ボ 丨 ク | 失 点 | 自 責 点 | 防 御 率 | W H I P |
| --------- | --------- | ----- | ----- | ----- | ----- | -------- | ----- | ----- | -------- | ----------- | ----- | ----- | -------- | -------- | ----------- | -------- | ----- | -------- | -------- | ----- | -------- | ----- | -------- | -------- | ------- |
| 2018      | 阪神      | 2     | 2     | 0     | 0     | 0        | 0     | 1     | 0        | 0           | .000  | 41    | 8.2      | 12       | 2           | 4        | 0     | 1        | 7        | 0     | 0        | 5     | 5        | 5.19     | 1.85    |
| 2019      | 阪神      | 2     | 0     | 0     | 0     | 0        | 0     | 0     | 0        | 0           | ----  | 17    | 3.1      | 7        | 3           | 1        | 0     | 0        | 4        | 0     | 1        | 4     | 4        | 10.80    | 2.40    |
| 2020      | 阪神      | 32    | 0     | 0     | 0     | 0        | 2     | 1     | 0        | 9           | .667  | 136   | 30.1     | 28       | 1           | 16       | 1     | 1        | 27       | 4     | 0        | 12    | 7        | 2.08     | 1.45    |
| 2021      | 阪神      | 44    | 0     | 0     | 0     | 0        | 3     | 0     | 0        | 10          | 1.000 | 198   | 47.1     | 43       | 5           | 17       | 1     | 0        | 39       | 0     | 0        | 23    | 20       | 3.80     | 1.27    |
| 2022      | 阪神      | 7     | 0     | 0     | 0     | 0        | 0     | 1     | 0        | 0           | .000  | 36    | 7.0      | 12       | 1           | 3        | 2     | 0        | 7        | 2     | 0        | 4     | 4        | 5.14     | 2.14    |
| 2023      | 阪神      | 19    | 1     | 0     | 0     | 0        | 2     | 1     | 0        | 3           | .667  | 89    | 22.0     | 17       | 2           | 8        | 0     | 0        | 22       | 0     | 0        | 8     | 6        | 2.45     | 1.14    |
| 2024      | 巨人      | 1     | 0     | 0     | 0     | 0        | 0     | 0     | 0        | 0           | ----  | 3     | 0.2      | 1        | 0           | 0        | 0     | 0        | 1        | 0     | 0        | 0     | 0        | 0.00     | 1.50    |
| 通算：7年 | 通算：7年 | 107   | 3     | 0     | 0     | 0        | 7     | 4     | 0        | 22          | .636  | 520   | 119.1    | 120      | 14          | 49       | 4     | 2        | 107      | 6     | 1        | 56    | 46       | 3.49     | 1.42    |

- 2024年度シーズン終了時
- 各年度の太字はリーグ最高

### 年度別守備成績
| 年 度 | 球 団 | 投手  | 投手  | 投手  | 投手  | 投手  | 投手     |
| 年 度 | 球 団 | 試 合 | 刺 殺 | 補 殺 | 失 策 | 併 殺 | 守 備 率 |
| ----- | ----- | ----- | ----- | ----- | ----- | ----- | -------- |
| 2018  | 阪神  | 2     | 0     | 0     | 0     | 0     | ----     |
| 2019  | 阪神  | 2     | 0     | 0     | 0     | 0     | ----     |
| 2020  | 阪神  | 32    | 0     | 3     | 2     | 1     | .600     |
| 2021  | 阪神  | 44    | 3     | 1     | 1     | 0     | .800     |
| 2022  | 阪神  | 7     | 4     | 1     | 0     | 0     | 1.000    |
| 2023  | 阪神  | 19    | 1     | 1     | 0     | 0     | 1.000    |
| 2024  | 巨人  | 1     | 0     | 0     | 0     | 0     | ----     |
| 通算  | 通算  | 107   | 8     | 6     | 3     | 1     | .824     |

- 2024年度シーズン終了時

### 記録
初記録
投手記録
- 初登板・初先発登板：2018年6月21日、対オリックス・バファローズ3回戦（阪神甲子園球場）、6回1失点で勝敗つかず
- 初奪三振：同上、2回表に山﨑福也から空振り三振
- 初ホールド：2020年7月14日、対東京ヤクルトスワローズ4回戦（阪神甲子園球場）、7回表に2番手で救援登板、1回無失点
- 初勝利：2020年8月2日、対横浜DeNAベイスターズ9回戦（阪神甲子園球場）、6回表に2番手で救援登板、1回無失点

打撃記録
- 初打席：2018年6月21日、対オリックス・バファローズ3回戦（阪神甲子園球場）、3回裏に山﨑福也から空振り三振

### 背番号
- 18（2018年[9] - 2023年）
- 36（2024年[34] - ）

### 登場曲
- 「Flashlight」R3HAB & DEORRO（2018年）
- 「だから一歩前へ踏み出して」Hi-Fi CAMP（2019年）
- 「20th Century Boy」T. Rex（2020年 - ）